# Sin: Nanatsu no Taizai
sin Nanatsu no Taizai (sin 七つの大罪) es un proyecto multimedia. El 29 de agosto de 2016, Hobby Japan empezó a publicar un manga en la revista Comic Fire de HJ Bunko con ilustraciones de Ururihi. En agosto de 2016, fue anunciada una serie de anime producida por Artland y TNK, que se emitió entre el 15 de abril y el 29 de julio de 2017. Una segunda temporada del anime producida por Bridge, titulada Nanatsu no Bitoku (七つの美徳), se estrenó el 26 de enero de 2018.

## Sinopsis
Lucifer, uno de los Arcángeles de Dios, es condenada al infierno por cometer soberbia. Al dirigirse al Infierno se estrella contra una iglesia y ahí conoce a una niña llamada María Totsuka y rápidamente le infunde parte de su sangre de ángel antes de continuar su caída al infierno. Ya en el infierno, Lucifer conoce a Leviathan, aspirante a ser el Pecado de la Envidia. Poco después Lucifer se enfrenta a los Siete Pecados Capitales quienes la superan y sellan sus poderes angelicales. Lucifer (ahora convertida en un demonio) y Leviathan huyen a la Tierra donde Lucifer convierte a María en su esclava inmortal para recuperar su sangre angelical y poder derrotar a los Siete Pecados Capitales uno por uno. 

## Personajes

### Infierno

#### Siete Pecados Capitales
Lucifer (ルシフェル Rushiferu) / Orgullo (傲慢 Gōman)
Seiyū: Eri Kitamura
Leviathan (リヴァイアサン Rivaiasan) / Envidia (嫉妬 Shitto)
Seiyū: Akane Fujita
Satan (サタン Satán) / Ira (憤怒 Fundo)
Seiyū: Arisa Sakuraba
Belphegor (ベルフェゴール Berufegōru) / Pereza (怠惰 Taida)
Seiyū: Ai Kakuma
Mammon (マモン Mamon) / Codicia (強欲 Gōyoku)
Seiyū: Yoko Hikasa
Beelzebub (ベルゼブブ Beruzebubu) / Gula (暴食 Bōshoku)
Seiyū: Yui Ogura
Asmodeus (アスモデウス Asumodeusu) / Lujuria (色欲 Shikiyoku)
Seiyū: Chiaki Takahashi

#### Demonios
Belial (ベリアル Beriaru) / Vanidad (虚飾 Kyoshoku)
Seiyū: Shizuka Itou
Astaroth (アスタロト Asutorato) / Melancolía (憂鬱 Yūutsu)
Seiyū: Azusa Tadokoro
Behemoth (ベヘモフ Bememofu)
Gnósis (グノーシス Gunōshisu)
Seiyū: Hiroki Yamada

### Cielo

#### Siete Virtudes Celestiales
Michael (ミカエル Mikaeru) / Fe (忠義 Chūgi)
Seiyū: Yumi Uchiyama
Uriel (ウリエル Urieru) / Paciencia (忍耐 Nintai)
Seiyū: Asami Seto
Sariel (サリエル Sarieru) / Humildad (博愛 Hakuai)
Seiyū: Sakura Nakamura
Sandalphon (サンダルフォン Sandarufon) / Diligencia (勤勉 Kinben)
Seiyū: Shiori Izawa
Metatron (メタトロン Metatoron) / Caridad (慈悲 Jihi)
Seiyū: Ari Ozawa
Raphael (ラファエル Rafaeru) / Templanza (節制 Sessei)
Seiyū: Lynn
Gabriel (ガブリエル Gaburieru) / Castidad (純潔 Junketsu)
Seiyū: Hiyori Nitta

### Humanos
Maria Totsuka (十束 真莉亜 Totsuka María)
Seiyū: Megumi Toda
Mina (美菜)
Seiyū: Miyu Tomita

### Otros
Tamae Tachibana (立花珠江 Tachibana Tamae)
Seiyū: Momoko Taneichi
Kumiko Niki (二木久美子 Niki Kumiko)
Seiyū: Mirai Fujisawa
Charon (カロン Karon)
Seiyū: Atsushikichi Miyazaki
Jueza del Tribunal (裁判長 Saiban-chō)
Seiyū: Yuka Maruyama
Puertas del Infierno (地獄門 Jigoku-mon)
Seiyū: Junji Tachibana

## Medios de comunicación

### OVA
Una OVA fue anunciada en octubre de 2012, pero el proyecto nunca se llevó a cabo.

### Manga
El 29 de agosto de 2016, Hobby Japan empezó a publicar un manga en la revista Comic Fire de HJ Bunko con ilustraciones de Ururihi.

### Anime
En agosto de 2016, fue anunciada una serie de anime producida por Artland y TNK que se emitió entre el 15 de abril y el 29 de julio de 2017 en AT-X y otras cadenas. El anime es dirigido por Kinji Yoshimoto, con los libretos siendo escritos por Masashi Suzuki, Hiroaki Tsutsumi y Masaru Yokoyama producen la música. El opening es "My Sweet Maiden" y el ending es "Welcome to our diabolic paradise" ambos interpretados por Mia REGINA. La serie tiene 12 episodios.
Una segunda temporada del anime producida por Bridge, titulada Nanatsu no Bitoku (七つの美徳), se estrenó el 26 de enero de 2018. El opening es "Psychomachia" interpretado por Yousei Teikoku. La serie tendrá 10 episodios y 2 OVAs.

#### Lista de episodios

##### Sin Nanatsu No Taizai
| Núm. | Título | Fecha de Emisión    |
| ---- | --- | ------------------- |
| 1    | "The Proud Fallen Angel" "El Orgulloso Ángel Caído" "Gomantaru Daten-shi" (傲慢たる堕天使) | 15 de Abril de 2017 |
| 2    | "Driven Wils By Envy" "Wils Impulsado Por La Envidia" "Shitto-Yue No Boso" (嫉妬ゆえの暴走) | 22 de Abril de 2017 |
| 3    | "Beach Of Lust" "Playa De La Lujuria" "Shikiyoku No Nagisa" (色欲の渚) | 29 de Abril de 2017 |
| 4    | "The Town Of Fog Where Greed Brews" "La Ciudad De La Niebla Donde Se Gesta La Avaricia" "Goyoku Ugomeku Kiri No Machi" (強欲うごめく霧の街)                                                                                 | 5 de Mayo de 2017   |
| 4.5  | "Solo Trabajo De Demonios..." "Masani Akuma No Shogyo..." (まさに悪魔の所業・・・) | 12 de Mayo de 2017  |
| 5    | "The Languid Diva" "La Diva Lánguida" "Yuutsuna Utahime" (憂鬱なる歌姫) | 19 de Mayo de 2017  |
| 6    | "Sloth Online" "Perezoso En Línea" "Taida Onrain" (怠惰オンライン) | 26 de Mayo de 2017  |
| 7    | "Guiltless Gluttony" "Gula Sin Culpa" "Toga Naki Boshoku" (咎なき暴食) | 2 de Junio de 2017  |
| 8    | "Unleashed Wrath" "Ira Desatada" "Tokihanatare Ta Fundo" (解き放たれた憤怒) | 9 de Junio de 2017  |
| 9    | "Ye Abandon All Hope" "Abandonáis Toda Esperanza" "Nanji, Issai No Kibo O Suteyo" (汝、一切の希望を捨てよ) | 16 de Junio de 2017 |
| 10   | "Love Your Enemies And Pray For Those Who Persecute You" "Amad A Vuestros Enemigos Y Orad Por Los Que Os Persiguen" "Nanji No Teki O Aishi, Nanjira O Seme Sha No Tame Ni Inore" (汝の敵を愛し、汝らを責むる者のために祈れ) | 23 de Junio de 2017 |
| 10.5 | "¡Capítulo Especial De Emergencia! Rompiendo El Toque De Queda" "Kinkyu Tokuban! Mongen Yaburi No Tsumi" (緊急特番！門限破りの罪)                                                                                           | 30 de Junio de 2017 |
| 11   | "Ask And It Shall Be Given To You" "Pedid Y Se Os Dará" "Motomeyo, Saraba Atae Raren" (求めよ、さらば与えられん) | 7 de Julio de 2017  |
| 12   | "God's In His Heaven, All's Right With The World" "En El Cielo Está Dios, Y El Mundo Está En Paz" "Kami Wa Ten Ni Imashi, Subete Yo Wa Koto Mo Nashi" (神は天にいまし、すべて世は事も無し)                                  | 29 de Julio de 2017 |

##### Nanatsu No Bitoku
| Núm. | Título | Fecha de Emisión      |
| ---- | --- | --------------------- |
| 1    | "The Angels Descend" "Los Ángeles Descienden" "Tenshi, Korin" (天使、降臨)                                                    | 26 de Enero de 2018   |
| 2    | "I'm Supporting You From The Shadows" "Te Apoyo Desde las Sombras" "Kage Tonatte Ouen Shite Imasu" (影となって応援しています) | 2 de Febrero de 2018  |
| 3    | "Special Dessert Training" "Entrenamiento Especial de Postres" "Sweets No Tokkun Da Ne" (スイーツの特訓だね)                  | 9 de Febrero de 2018  |
| 4    | "Please Focus" "Por Favor, Concéntrate" "Shuuchuu Shite Kudasai" (集中してください)                                           | 16 de Febrero de 2018 |
| 5    | "Is This... Alright?" "¿Está Esto... Bien?" "Kore de... Iindesuka" (これで…いいんですかぁ)                                    | 23 de Febrero de 2018 |
| 6    | "No! That's Immoral!" "¡No! ¡Eso es Inmoral!" "Dame Da yo! Fujun Da yo!" (ダメだよ！不純だよ！)                               | 2 de Marzo de 2018    |
| 7    | "Good Job At Work Today!" "¡Buen Trabajo Hoy!" "Oshigoto, Otsukaresama" (お仕事、お疲れ様)                                    | 9 de Marzo de 2018    |
| 8    | "Be Careful On Crowded Trains!" "¡Cuidado con los Trenes Llenos!" "Man`indensha Ni Gochuui" (満員電車にご注意)                | 16 de Marzo de 2018   |
| 9    | "Training Together?!" "¡¿Entrenando Juntos?!" "Issho Ni Kunren!?" (いっしょに訓練!?)                                          | 23 de Marzo de 2018   |
| 10   | "The Angels' Room" "La Habitación de los Ángeles" "Tenshi No Heya" (天使の部屋)                                               | 30 de Marzo de 2018   |